# Larry Warrilow
Lawrence David „Larry“ Warrilow (* 24. Juni 1945 in Fort Lauderdale; † 18. Mai 2010) war ein US-amerikanischer Gitarrist und Arrangeur, der durch seine Zusammenarbeit mit Jaco Pastorius bekannt wurde.

## Leben
Warrilow zog mit seiner Familie 1959 nach Miami und studierte Physik an der Florida State University. Nach Ableistung des Militärdienstes bei der U.S. Air Force von 1966 bis 1968 spielte er in verschiedenen Bands im südlichen Florida, wie bei Al & Sol Varon in Miami und in verschiedenen Hotelbands. Ab den 1970er Jahren arbeitete er in Peter Graves’ Orchestra, mit dem er u. a. mit Pat Metheny, Danny Gottlieb, Mark Egan, Jerry Coker und Ron Tooley auftrat. Jaco Pastorius, mit dem er ab den 1970er Jahren zusammenarbeitete, holte ihn zu dessen Produktionen Word of Mouth und The Birthday Concert; nach Jacos Tod spielte er beim Tributalbum Heads Up, in der Jaco Pastorius Big Band (Word of Mouth Revisited) und auf dem Album The Word Is Out. Ferner war er als Arrangeur, Orchestrator und Kopist für die Bee Gees (Saturday Night Fever), Barbra Streisand, Bobby Bland und Ziggy Marley tätig, als Toningenieur für Count Basie, Randy und Michael Brecker, Bob James, Tom Scott, Toots Thielemans und Stanley Turrentine. Warrilow starb im Mai 2010 im Alter von 64 Jahren.  1984 schrieb er Filmmusik für die erste Folge der TV-Serie Miami Vice. 